# Pequeños gigantes (Perú)
Pequeños gigantes es un reality show de la televisión peruana, adaptación de la producción mexicana homónima, con un formato de competencia de talento infantil en disciplinas tales como canto, baile y carisma; cuya primera temporada se desarrolla desde marzo de 2013. El programa cuenta con la conducción del periodista Federico Salazar y su esposa, la actriz Katia Condos.

## Concepto
El programa se desarrolla bajo un formato de competencia de talento entre equipos o escuadrones, cada uno integrado por cuatro niños de entre 5 y 12 años, de los cuales el menor es el capitán, dos más forman la pareja de baile y el miembro restante tiene el rol de cantante. Los miembros de los escuadrones se presentan en pruebas semanales de canto, baile y carisma, con el fin de obtener la mejor calificación para su equipo. Los menos afortunados son sentenciados y posteriormente eliminados hasta quedar solo tres escuadrones que se disputan el primer lugar de la competencia, el cual gana el trofeo de los campeones.

## Mecánica
Los escuadrones se presentan en galas semanales para demostrar sus habilidades siendo evaluados por 6 jurados quienes otorgan puntajes de 0 a 10 incluidos los medios puntos. Los puntajes promedios de baile, canto y carisma se suman, dando el puntaje final de cada equipo en cada gala. Estas puntuaciones se van acumulando. 
También es común que los escuadrones obtengan puntos extras, por medio de las pruebas de carisma de sus capitanes o en duelos especiales de canto y/o baile.
Los equipos que, después de dos o tres emisiones, se encuentren en las últimas posiciones de la tabla de puntuaciones acumuladas quedan sentenciados, sometiéndose a la votación del público a través de llamadas y mensajes de texto (SMS). En la siguiente emisión se da a conocer el escuadrón que obtuvo menos votos por parte del público y, por lo tanto, queda eliminado de la competencia.
Esta mecánica se repite de forma que suceden 4 sentencias en cada una de las cuales un escuadrón abandona la competencia. De esta forma quedan tres escuadrones en la final, de los cuales sólo dos se enfrentan en una prueba máxima de la que el público a través de llamadas y mensajes de texto (SMS) decide al ganador.

## Temporadas

### Primera temporada
| Escuadrón            | Capitán        | Edad   | Cantante          | Edad    | Bailarines                   | Puesto alcanzado |
| -------------------- | -------------- | ------ | ----------------- | ------- | ---------------------------- | ---------------- |
| Los irresistibles    | Thiago Basurto | 4 años | Úrsula Eyzaguirre | 12 años | Sergio Verano y Julia Carlín | Ganadores        |
| Los invencibles      | Mahalasaisha   | 5 años | Rudy Condori      | 11 años | Ray del Castillo y Yesica    | 2º puesto        |
| Los rebeldes         | Luciana        | 5 años | Dayana Melgarejo  | 10 años | Ángel y Keren                | 3º puesto        |
| Pequeños guerreros   | Aris           | 5 años | Erick Napa        | 11 años | Valeria y Marco Antonio      | Eliminados       |
| Súper estrellas      | Macarena       | 4 años | Valeria Zapata    | 8 años  | Diczon y Nayeli              | Eliminados       |
| Pequeños fantásticos | Matías Raygada | 5 años | Analí León        | 11 años | Laynol y Zaida               | Eliminados       |
| Súper peques         | Andrea         | 4 años | D'Angelo Pérez    | 12 años | César y Paloma               | Eliminados       |

### Segunda temporada
| Escuadrón            | Capitán            | Cantante          | Bailarines                            | Puesto alcanzado |
| -------------------- | ------------------ | ----------------- | ------------------------------------- | ---------------- |
| Pequeños Fantásticos | Kiara              | Willy Pisco       | Xiomara Solís y Miguel Ángel Orellano | Ganadores        |
| Súper Peques         | Isaac              | Dayana Campos     | Juan Carlos Bravo y Nicole Alvarado   | 2.° Lugar        |
| Amigos poderosos     | Jean Pierre        | Camila Lizarribar | Piero Tantarico y Milagros Valcarcel  | 3.er Lugar       |
| Amigos poderosos     | Jean Pierre        | Camila Lizarribar | Piero Tantarico y Milagros Valcarcel  | 6.os Eliminados  |
| Los Rebeldes         | Arascely           | Makeily Luján     | Sebastián Odar y Alanis Leonard       | Semifinalistas   |
| Los Irresistibles    | María José         | Stephany Burga    | Melany Ramos y Alexis Dávila          | 5.os Eliminados  |
| Los Irresistibles    | María José         | Stephany Burga    | Melany Ramos y Alexis Dávila          | 4.os Eliminados  |
| Súper Estrellas      | Valentino de Ica   | Gustavo Peltroche | Yazid Rozas y Nicole Briceño          | 3.os Eliminados  |
| Los Invencibles      | Segundo            | Daniel Revilla    | Elisa Costa y Renato Páucar           | 2.os Eliminados  |
| Pequeños Guerreros   | Valentina de Comas | Gianella Quezada  | Andrew Ramos y Valeska Vera           | 1.os Eliminados  |

## Recepción
El primer episodio es trending topic en Twitter en Perú. Es el programa más visto el día de su estreno con 21,7 puntos.